# سولیو (پیمونت)
سولیو (به ایتالیایی: Soglio) یک کومونه در ایتالیا است که در استان آسته واقع شده‌است. سولیو ۳٫۵ کیلومتر مربع مساحت و ۱۶۴ نفر جمعیت دارد.